# エリカ 女性秘匿捜査官・原麻希
『エリカ 女性秘匿捜査官・原麻希』（えりか じょせいひとくそうさかんはらまき）は、吉川英梨による日本の推理小説。2人の子持ちの警察官である原麻希が事件に挑む女性秘匿捜査官・原麻希シリーズの第4作である。

## あらすじ
通称“背望会リクルーター"を逮捕するという使命を受け警視庁鑑識課から警視庁捜査一課へ移動となり13係係長となった麻希に河川敷でリクルーターの自殺体があがったとの連絡が入る。捜査を進めていくうちにテロ集団背望会のフォロワーを名乗る「続・背望会」から、囚われのテロリスト・アゲハの釈放を要求する脅迫メールが届く 

## 登場人物
伊達警視正
麻希の上司。